# Callian (Var)
Pour les articles homonymes, voir Callian.
Callian est une commune française située dans le département du Var en région Provence-Alpes-Côte d'Azur.

## Géographie

### Situation
Callian est une commune perchée du Var, limitrophe des Alpes-Maritimes, située à une demi-heure de Cannes, Fréjus et ses plages, Saint-Raphaël et le massif de l'Esterel. La commune fait partie de la communauté de communes du pays de Fayence.
Le village est dominé par son château, autour duquel s'enroulent des ruelles bordées de vieilles demeures. La vue s'étend sur la vallée, le Tanneron, le lac de Saint-Cassien, l'Esterel et le massif des Maures.

### Communes limitrophes
Les communes limitrophes sont Saint-Cézaire-sur-Siagne, Bagnols-en-Forêt, Mons, Montauroux et Tourrettes.

### Géologie et relief
La commune est à 320 mètres d'altitude moyenne, avec une altitude maximale à 581 mètres. Sa plaine, sa forêt et son village perché, constituent une entité géographiquement bien définie.

### Risques naturels

#### Sismicité
Il existe trois zones de sismicités dans le Var : 
- Zone 0 : Risque négligeable. C'est le cas de bon nombre de communes du littoral varois, ainsi que d'une partie des communes du centre Var. Malgré tout, ces communes ne sont pas à l'abri d'un effet tsunami, lié à un séisme en mer ;
- Zone Ia : Risque très faible. Concerne essentiellement les communes comprises dans une bande allant de la Montagne Sainte-Victoire au Massif de l'Esterel ;
- Zone Ib : Risque faible. Ce risque le plus élevé du département (qui n'est pas le plus haut de l'évaluation nationale), concerne 21 communes du nord du département.

La commune de Callian est en zone sismique de très faible risque « Ia ».

### Hydrographie
La commune appartient au bassin versant de la Siagne.
Cours d'eau sur la commune ou à son aval :
- rivière le Reyran,
- fleuve côtier la Siagne,
- rivière la Siagnole,
- vallons du Péchier, des Moulières, des Combes, de Mailla, de Vincent, du Haut Serminier, de Couraire, de Sarraire, de Jaumounet, du Gabre, des Villards, de Saquou, de la Carpenée,
- ruisseaux le Malvallon, la Camiole,
- le Riou Blanc.

### Climat
Pour des articles plus généraux, voir Climat de Provence-Alpes-Côte d'Azur et Climat du Var.
En 2010, le climat de la commune est de type climat méditerranéen franc, selon une étude du Centre national de la recherche scientifique s'appuyant sur une série de données couvrant la période 1971-2000. En 2020, Météo-France publie une typologie des climats de la France métropolitaine dans laquelle la commune est exposée à un climat méditerranéen et est dans la région climatique  Var, Alpes-Maritimes, caractérisée par une pluviométrie abondante en automne et en hiver (250 à 300 mm en automne), un très bon ensoleillement en été (fraction d’insolation > 75 %), un hiver doux (8 °C) et peu de brouillards. 
Pour la période 1971-2000, la température annuelle moyenne est de 13,2 °C, avec une amplitude thermique annuelle de 16 °C. Le cumul annuel moyen de précipitations est de 993 mm, avec 6,2 jours de précipitations en janvier et 2,6 jours en juillet. Pour la période 1991-2020, la température moyenne annuelle observée sur la station météorologique de Météo-France la plus proche, « St Cézaire sur Siagne », sur la commune de Saint-Cézaire-sur-Siagne à 4 km à vol d'oiseau, est de 13,3 °C et le cumul annuel moyen de précipitations est de 970,5 mm. 
La température maximale relevée sur cette station est de 36,4 °C, atteinte le 28 juin 2019 ; la température minimale est de −8,1 °C, atteinte le 12 février 2010,,. 
| Mois                                  | jan.          | fév.          | mars          | avril         | mai           | juin          | jui.          | août          | sep.          | oct.          | nov.          | déc.          | année     |
| ------------------------------------- | ------------- | ------------- | ------------- | ------------- | ------------- | ------------- | ------------- | ------------- | ------------- | ------------- | ------------- | ------------- | --------- |
| Température minimale moyenne (°C)     | 2,2           | 2             | 4,2           | 7,2           | 9,9           | 13,9          | 16,5          | 16,4          | 13,1          | 9,8           | 5,9           | 3             | 8,7       |
| Température moyenne (°C)              | 6,1           | 6,3           | 8,8           | 12            | 14,8          | 19            | 22,1          | 22            | 18,3          | 14,2          | 9,8           | 6,8           | 13,3      |
| Température maximale moyenne (°C)     | 10            | 10,6          | 13,4          | 16,7          | 19,6          | 24,2          | 27,6          | 27,7          | 23,4          | 18,6          | 13,7          | 10,7          | 18        |
| Record de froid (°C) date du record   | −4,5 17.01.13 | −8,1 12.02.10 | −3,2 11.03.10 | −1,8 02.04.22 | 2,7 05.05.19  | 5,2 01.06.06  | 10,7 11.07.07 | 9,2 23.08.07  | 4,4 28.09.07  | 0,4 29.10.12  | −3,4 27.11.10 | −6,6 19.12.09 | −8,1 2010 |
| Record de chaleur (°C) date du record | 23,5 28.01.08 | 24,5 03.02.20 | 23,1 31.03.15 | 24,7 09.04.11 | 29,6 27.05.22 | 36,4 28.06.19 | 36,1 19.07.23 | 35,6 24.08.23 | 31,4 03.09.09 | 28,9 08.10.23 | 24,8 14.11.23 | 23 30.12.21   | 36,4 2019 |
| Précipitations (mm)                   | 75,4          | 75,2          | 80,3          | 81,4          | 77,4          | 62,7          | 23,7          | 27,3          | 65,4          | 127,2         | 161,1         | 113,4         | 970,5     |

| Diagramme climatique                                  |           |             |             |             |              |              |              |              |              |              |            |
| J                                                     | F         | M           | A           | M           | J            | J            | A            | S            | O            | N            | D          |
| 102,275,4                                             | 10,6275,2 | 13,44,280,3 | 16,77,281,4 | 19,69,977,4 | 24,213,962,7 | 27,616,523,7 | 27,716,427,3 | 23,413,165,4 | 18,69,8127,2 | 13,75,9161,1 | 10,73113,4 |
| Moyennes : • Temp. maxi et mini °C • Précipitation mm |           |             |             |             |              |              |              |              |              |              |            |

Les paramètres climatiques de la commune ont été estimés pour le milieu du siècle (2041-2070) selon différents scénarios d'émission de gaz à effet de serre à partir des nouvelles projections climatiques de référence DRIAS-2020. Ils sont consultables sur un site dédié publié par Météo-France en novembre 2022.

### Voies de communication et transports

#### Voies routières
La commune bénéficie de la route départementale 562 qui la traverse. C'est la route de liaison entre la plaine du pays de Fayence et le réseau de transport autoroutier de l’arc méditerranéen.

#### Transports en commun
- Transport en Provence-Alpes-Côte d'Azur

L'intercommunalité ne dispose plus de gare de chemin de fer. Par contre, le réseau départemental de bus Varlib permet de la relier aux autres communes du pays de Fayence et à la Côte d'Azur.

## Urbanisme

### Typologie
Au 1er janvier 2024, Callian est catégorisée petite ville, selon la nouvelle grille communale de densité à sept niveaux définie par l'Insee en 2022.
Elle appartient à l'unité urbaine de Montauroux, une agglomération intra-départementale regroupant deux  communes, dont elle est une commune de la banlieue,,. Par ailleurs la commune fait partie de l'aire d'attraction de Cannes - Antibes, dont elle est une commune de la couronne,. Cette aire, qui regroupe 24 communes, est catégorisée dans les aires de 200 000 à moins de 700 000 habitants,.

### Occupation des sols
L'occupation des sols de la commune, telle qu'elle ressort de la base de données européenne d’occupation biophysique des sols Corine Land Cover (CLC), est marquée par l'importance des forêts et milieux semi-naturels (69 % en 2018), en diminution par rapport à 1990 (70,8 %). La répartition détaillée en 2018 est la suivante : 
forêts (56,5 %), milieux à végétation arbustive et/ou herbacée (12,4 %), zones urbanisées (11,7 %), zones agricoles hétérogènes (8,5 %), cultures permanentes (6,9 %), terres arables (3,2 %), zones industrielles ou commerciales et réseaux de communication (0,7 %). L'évolution de l’occupation des sols de la commune et de ses infrastructures peut être observée sur les différentes représentations cartographiques du territoire : la carte de Cassini (XVIIIe siècle), la carte d'état-major (1820-1866) et les cartes ou photos aériennes de l'IGN pour la période actuelle (1950 à aujourd'hui).

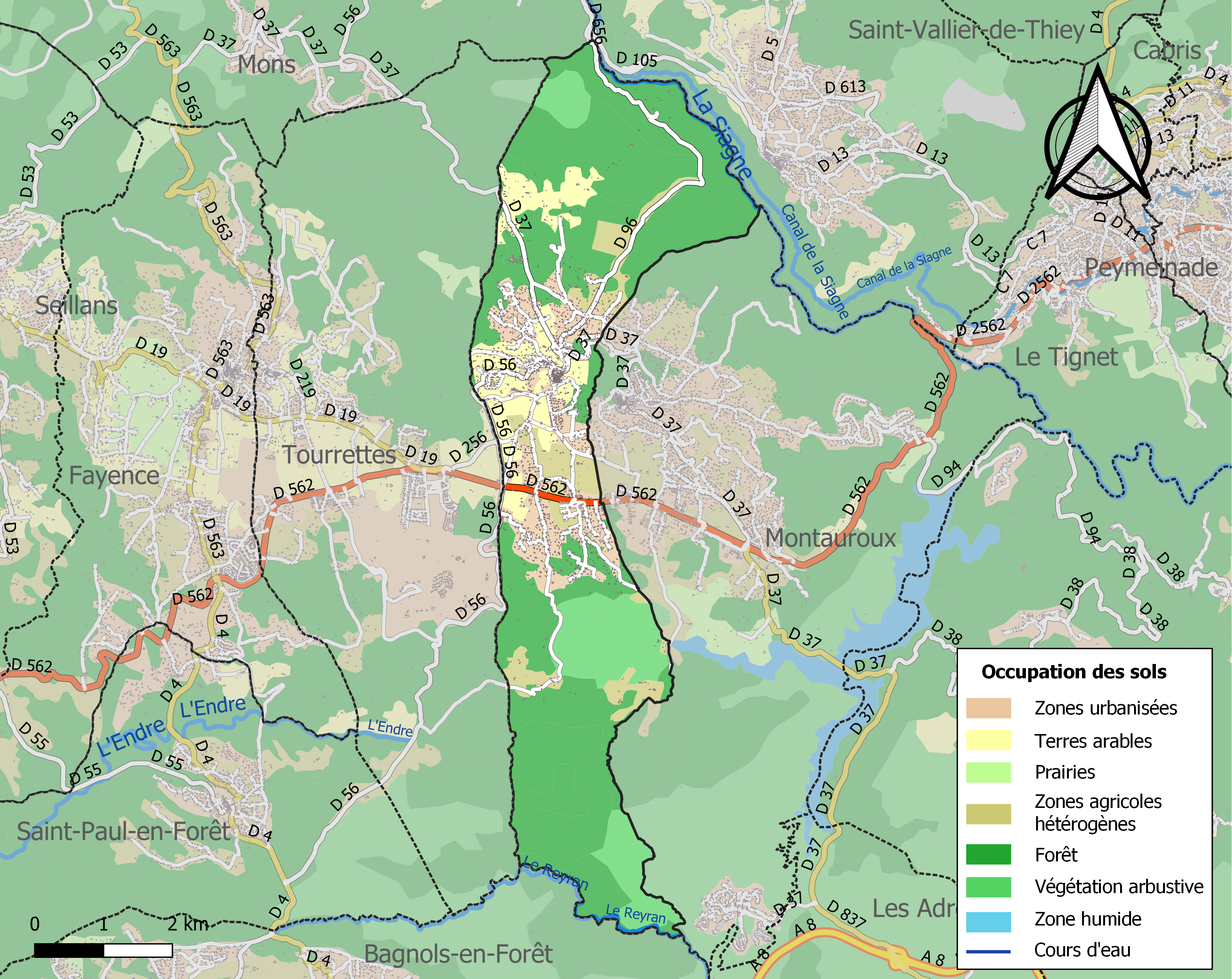
Carte des infrastructures et de l'occupation des sols de la commune en 2018 (CLC).

## Toponymie
Callian (du latin Callis : carraire). Au IXe siècle, Calianum est cité dans les actes de l’abbaye de Lérins.

## Histoire
Seigneurie, successivement des Villeneuve puis des Grasse qui bâtissent le château actuellement en ruine, des Rafélis et enfin de la famille de Lisle-Callian.
L'histoire de la ville est illustrée par son église baroque et ses deux châteaux.
Le château fut construit aux XIIe et XIIIe siècles, il logeait les familles de la seigneurie de Grasse.
La chapelle des Pénitents, construite castrale à son début au XVe, fut transformée en église paroissiale quand le village se développa autour de son château protecteur. Trop petite, elle fut remplacée en 1685 par l'église actuelle.
L'église Notre-Dame-de-l'Assomption et son clocher aux tuiles vernissées de l'église inaugurée en 1685, remarquable par son clocher quadrangulaire en tuiles vernissées de style bourguignon, exécuté en 1703 par les compagnons du devoir.
Elle demeura l'oratoire des Pénitents Blancs jusqu'à la disparition de la confrérie à la Révolution. Aujourd'hui, elle accueille expositions, animations diverses et concerts classiques.
Le château Goerg qui doit son nom à l'artiste peintre du même nom Édouard Goerg, fut sa demeure après la Seconde Guerre mondiale, sa tombe et celle de sa femme sont dans la propriété.

## Politique et administration

### Tendances politiques et résultats
Les habitants participent aux scrutins locaux, départementaux, régionaux, nationaux.

### Budget et fiscalité 2020
En 2020, le budget de la commune était constitué ainsi :
- total des produits de fonctionnement : 3 380 000 €, soit 1 035 € par habitant ;
- total des charges de fonctionnement : 3 336 000 €, soit 1 021 € par habitant ;
- total des ressources d'investissement : 1 102 000 €, soit 337 € par habitant ;
- total des emplois d'investissement : 1 086 000 €, soit 333 € par habitant ;
- endettement : 2 580 000 €, soit 790 € par habitant.

Avec les taux de fiscalité suivants :
- taxe d'habitation : 17,05 % ;
- taxe foncière sur les propriétés bâties : 9,58 % ;
- taxe foncière sur les propriétés non bâties : 68,27 % ;
- taxe additionnelle à la taxe foncière sur les propriétés non bâties : 0,00 % ;
- cotisation foncière des entreprises : 0,00 %.

Chiffres clés Revenus et pauvreté des ménages en 2018 : médiane en 2018 du revenu disponible, par unité de consommation : 23 850 €.

### Intercommunalité
Callian fait partie de la communauté de communes du Pays de Fayence.

### Jumelages
| Callian Calliano d'Asti Calliano (Trente) |

La ville de Callian est jumelée avec deux villes italiennes :
- Calliano d'Asti ;
- Calliano (Trente).

### Politique environnementale
La politique environnementale est définie dans le plan local d'urbanisme (2012). Il fait le diagnostic territorial et a été soumis à l'avis de l'autorité environnementale.

## Population et société

### Démographie
L'évolution du nombre d'habitants est connue à travers les recensements de la population effectués dans la commune depuis 1793. Pour les communes de moins de 10 000 habitants, une enquête de recensement portant sur toute la population est réalisée tous les cinq ans, les populations de référence des années intermédiaires étant quant à elles estimées par interpolation ou extrapolation. Pour la commune, le premier recensement exhaustif entrant dans le cadre du nouveau dispositif a été réalisé en 2006.

En 2022, la commune comptait 3 794 habitants, en évolution de +19,87 % par rapport à 2016 (Var : +4,98 %, France hors Mayotte : +2,11 %).
| 1793  | 1800  | 1806  | 1821  | 1831  | 1836  | 1841  | 1846  | 1851  |
| ----- | ----- | ----- | ----- | ----- | ----- | ----- | ----- | ----- |
| 1 738 | 1 800 | 1 747 | 2 073 | 2 232 | 1 571 | 1 567 | 1 515 | 1 388 |

| 1856  | 1861  | 1866  | 1872  | 1876  | 1881  | 1886  | 1891  | 1896  |
| ----- | ----- | ----- | ----- | ----- | ----- | ----- | ----- | ----- |
| 1 421 | 1 478 | 1 460 | 1 367 | 1 303 | 1 406 | 1 365 | 1 181 | 1 025 |

| 1901 | 1906 | 1911 | 1921 | 1926 | 1931 | 1936 | 1946 | 1954 |
| ---- | ---- | ---- | ---- | ---- | ---- | ---- | ---- | ---- |
| 888  | 849  | 841  | 805  | 832  | 861  | 772  | 783  | 685  |

| 1962 | 1968 | 1975  | 1982  | 1990  | 1999  | 2006  | 2011  | 2016  |
| ---- | ---- | ----- | ----- | ----- | ----- | ----- | ----- | ----- |
| 756  | 942  | 1 203 | 1 449 | 1 790 | 2 445 | 2 979 | 3 287 | 3 165 |

| 2021  | 2022  | - | - | - | - | - | - | - |
| ----- | ----- | - | - | - | - | - | - | - |
| 3 646 | 3 794 | - | - | - | - | - | - | - |

### Enseignement
La ville de Callian dispose de deux écoles partageant une même cantine : l'école maternelle Henri-Olivier et l'école primaire Georges-Bauquier.
Le collège Léonard-de-Vinci, situé sur le territoire de Montauroux, regroupe les collégiens de ce village, ainsi que ceux de Callian, Tanneron et Les Adrets-de-l'Estérel.

### Santé
Des professionnels de la santé travaillent dans la commune, tels des médecins, pharmaciens, infirmiers. L'hôpital le plus proche est celui de Grasse.

### Cultes
- Culte catholique Diocèse de Fréjus-Toulon. L'église paroissiale Notre-Dame-de-l'Assomption propose des messes tous les dimanches[35].

### Équipements culturels
Callian dispose d'une nouvelle médiathèque qui s'est installée dans le château Goerg, entièrement rénové. La Médiathèque a mis en place un atelier de lutte contre l’illettrisme et d’alphabétisation et assure la liaison entre générations. Elle propose des ouvrages pour les petits et pour les adultes. Elle cherche aussi à capitaliser sur la centrale solaire photovoltaïque avec des publications adaptées pour expliquer les enjeux de la transition énergétique.
Plusieurs fêtes, foires et festivals culturels ont lieu dans la commune qui accueille aussi des associations culturelles.

## Économie

### Agriculture
L’activité agricole se concentre dans la plaine. C'est une exploitation ancienne et répétée.
La forêt recouvre plus de la moitié de la commune, avec des résineux et feuillus, clairsemés d’espace de maquis.

### Tourisme
Le tourisme est très développé à Callian, en particulier en été. Un office du tourisme modernisé s'est installé dans le château Goerg rénové, avec la nouvelle médiathèque, pour renseigner les estivants et proposer des activités. Le site d’importance communautaire (SIC) est relatif aux gorges de la Siagne (code FR9301574).

### Commerces et services
Les commerces sont nombreux, à la fois alimentaires et pour le tourisme.

### Industrie
La commune est rurale et avait traditionnellement peu d'industries, à l'exception de moulins qui avaient une activité de transformation artisanale.
En 2009, la commune a obtenu les autorisations pour faire construire une ferme solaire photovoltaïque de 7,4 MWc sur les 17 hectares de l'ancienne décharge, sur la route de Saint-Cézaire-sur-Siagne. Cette centrale est entrée en exploitation en 2011 et produit de l'électricité verte.
Elle fait l'objet de travaux universitaires pour analyser cette nouvelle dynamique territoriale liée à la transition énergétique.

## Culture locale et patrimoine
Le patrimoine est traditionnel du haut Var.

### Lieux et monuments
- La commune compte deux châteaux : 
  - Le château médiéval de Callian, qui accueille la mairie, a des tours rondes du XIIe et du XIIIe siècle. C'est un quadrilatère autour de la cour principale. La cloche date de 1649[40].
  - Le château Goerg, d'Édouard Goerg, peintre et graveur expressionniste français (1893 – 1969)[41].
- La chapelle des pénitents[42] qui devint église paroissiale[43] Notre-Dame-de-l'Assomption (1685)[44], a des chefs-d'œuvre de l'époque baroque. Sa cloche est de 1741[45].
- La chapelle Notre-Dame-des-Roses[46].
- La chapelle Saint-Donat[47].
- Le monument aux morts : conflits commémorés 1914-1918 et 1939-1945[48].

### Personnalités liées à la commune
- Sainte Maxime (VIe-VIIe siècle) aurait été abbesse à Callian[49].
- Charles Bouge (1763-1826), colonel des armées de la République et de l'Empire. Baron d'Empire, il a participé à toutes les campagnes de la République et de l'Empire. Né à Toulon, il est décédé à Callian.
- Juliette Adam (1836-1936), femme de lettres, est décédée à Callian.
- Joseph Marius Alexis Aubin (1802-1991), paléographe américaniste et collectionneur, est décédé à Callian.
- Sœur Emmanuelle, s'était retirée à la Maison de repos des religieuses de la congrégation de Notre-Dame de Sion depuis 1993 jusqu'à son décès le 20 octobre 2008.
- Carl Jacob, artiste peintre résident à Callian depuis 2000.
- Galka, artiste peintre, dont l'atelier, La Taupinière, est ouvert au cœur du village depuis 2004[50].
- Les noms de Nadia  et Fernand Léger (artistes-peintres), de Georges Bauquier (artiste-peintre), de Christian Dior (couturier), de Maurice Thorez, Jeannette Vermeersch (personnalités politiques), d'Anthony Burgess (écrivain) sont aussi liés à Callian.
- Michel Loirette, romancier contemporain, auteur du livre Cool ! le lycée coule ![51], y réside une partie de l'année.
- Au cimetière de Callian, on peut voir les tombes de Christian Dior et du peintre Édouard Goerg.
- Joseph Ruë (1894-1976), vice-amiral lors de la Seconde Guerre mondiale, né à Caillan. La commune l'a honoré en donnant son nom à une voie du village.
- André Franquin, auteur belge francophone de bande dessinée, avait une maison de vacances à Callian ; à côté de celle de sa fille unique Isabelle.

### Héraldique
| Blason | Blasonnement : D'or, à une bande de gueules, et le mot « CALLIAN », de sable, posé sur la bande. |